# مطير (علم المناخ)

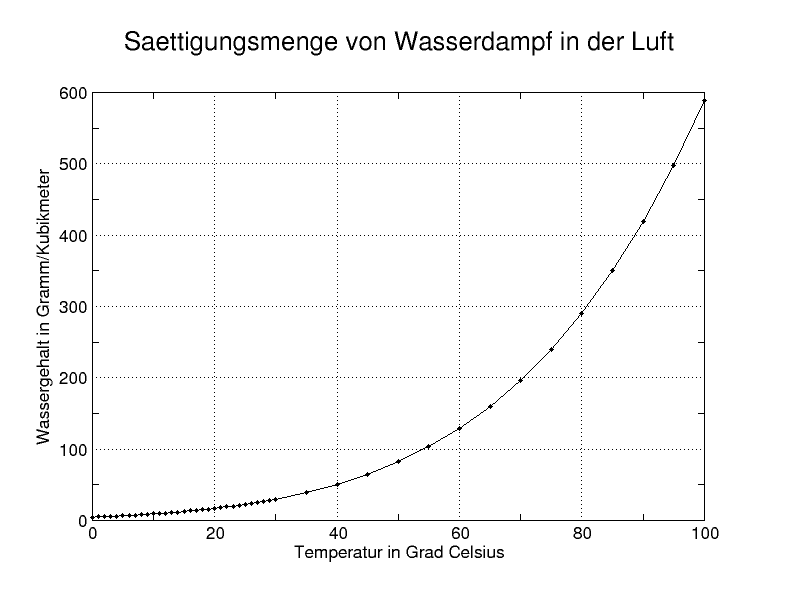

في الجيولوجيا وعلم المناخ، المطير (باللاتينية pluvilis، من pluvia بمعنى «المطر») هو فترة ممتدة من هطول الأمطار الغزير الذي استمر عدة آلاف من السنين. وينطبق وصف المطير أيضًا على رواسب تلك الفترات (مثلاً، بحيرة بونفيل وبحيرة لاهونتان وبحيرة مانلي). ويُطلق المصطلح خصيصًا على تلك الفترات أثناء عصر البليستوسين. وقد يسمى العصر المطير القصير والصغير «تحت مطير».